# Maladies de surcharge en acide sialique libre
Les maladies de surcharge en acide sialique libre, (MSASL ou FSASD pour l’acronyme anglais) sont un ensemble de troubles neurodégénératifs  par surcharge lysosomale en acide sialique. Historiquement, les MSASL ont été divisés en plusieurs pathologie allant d'une forme légère (appelée maladie de Salla) à la forme la plus sévère (appelée maladie de surcharge en acide sialique libre, forme infantile). Il existe également une forme intermédiaire de la maladie de Salla.

## Épidémiologie
La prévalence mondiale est d'environ 1 sur 1 000 000. Dans la région de Salla en Laponie Finlandaise, où la fréquence des porteurs de la mutation p.Arg39Cys du gène SLC17A5 est de 1 sur 100, la prévalence est estimée entre 1 et 9 sur 1 000 000,. Avec environ 250 cas de mutations du gène SLC17A5 rapportés dans la littérature, la maladie de surcharge en acide sialique libre est probablement sous-diagnostiquée.

## Étiologie
La maladie résulte de mutations du gène SLC17A5, qui code pour la sialine, une protéine de transport lysosomale responsable de la sortie de l'acide sialique libre hors des lysosomes et du transport de certains neurotransmetteurs dans les vésicules synaptiques. La perte de fonction de ce transporteur provoque les symptômes de la maladie. À ce jour, environ cinquante mutations ont été identifiées comme étant liées à cette affection.

## Caractéristiques cliniques

### Forme moins sévère (maladie de Salla)
La maladie de Salla, la forme la plus légère, se caractérise par une apparence normale et des résultats neurologiques normaux à la naissance, d'évolution lente et progressive entraînant un retard du développement psychomoteur léger à modéré. Des anomalies du tonus musculaire sont souvent observées dès l'âge de six mois. Un tiers des enfants affectés apprennent à marcher, et le développement du langage est limité à quelques mots, bien que la compréhension soit bonne. Certains enfants développent par la suite une spasticité, une athétose et des crises d'épilepsie.

### Forme intermédiaire sévère
Les phénotypes intermédiaires entre la maladie de Salla et la forme infantile de stockage de l'acide sialique libre ont été attribués à l'hétérozygotie composée pour la variante pathogène commune p.Arg39Cys et une autre variante pathogène du gène SLC17A5. Ce phénotype est appelé "maladie de Salla sévère intermédiaire". Les patients présentant une forme intermédiaire ne présentent pas d'anomalies neurologique à la naissance mais manifestent des symptômes plus graves, apparaissant plus tôt.

### Forme sévère (maladie infantile de stockage de l'acide sialique libre)
La forme la plus sévère, est caractérisée par un retard de développement sévère, des traits faciaux dysmorphiques, une hépatosplénomégalie et une cardiomégalie. On observe également une hypotonie précoce, une spasticité, une ataxie, des anomalies squelettiques et des convulsions. Aucun signe spécifique n'est présent chez tous les individus. Certains nourrissons affectés naissent prématurément, tandis que d'autres apparaissent en bonne santé à la naissance mais régressent rapidement pendant la petite enfance.
Les anomalies squelettiques peuvent inclure des métaphyses irrégulières, une hypominéralisation diffuse, des pieds bots, des fémurs courts, des métaphyses élargies, des fractures, une dysplasie de la hanche, un bec antérieur des vertèbres dorsales et une hypoplasie des phalanges distales. Les traits faciaux dysmorphiques se situent généralement dans le spectre des traits "grossiers" caractérisés par un ptosis, un nez antéversé et une hypertrophie des gencives. Les anomalies oculaires comprennent un nystagmus, une exotropie, une atrophie optique et un fond d'œil albinoïde, avec une opacification cornéenne rarement signalée. D'autres caractéristiques incluent la néphropathie et/ou le syndrome néphrotique et les hernies. La mort survient généralement dans la petite enfance, avant dix ans, principalement à cause d'infections respiratoires récurrentes.

## Méthodes diagnostiques
La maladie se transmet selon un mode autosomique récessif. Un conseil génétique est recommandé pour les couples à risque, c'est-à-dire lorsque les deux individus sont porteurs d'une mutation pathogène. Ces couples doivent être informés du risque de 25 % d'avoir un enfant atteint de la maladie à chaque grossesse.
Le diagnostic est établi en mesurant l'accumulation d'acide sialique libre dans les lysosomes des fibroblastes, l'urine ou le liquide cérébrospinal. Le diagnostic est confirmé par un test génétique permettant de détecter des mutations du gène SLC17A5. Les patients subissent souvent des retards de diagnostic en raison de la rareté de la maladie, des symptômes cliniques non spécifiques et de l'absence de tests de routine pour mesurer l'acide sialique dans les urines.

## Prise en charge ettraitement[11]
Actuellement, il n'existe aucune thérapie spécifique les maladies de surcharge en acide sialique libre. La prise en charge est essentiellement symptomatique et de soutien, et comprend :
- Une alimentation adéquate
- Une supplémentation en calcium et en vitamine D
- L'utilisation d'antiépileptiques pour contrôler les crises
- Des séances de kinésithérapie et d'orthophonie
- Une scolarité adaptée aux besoins spécifiques de chaque enfant

## Pronostic
L'espérance de vie des patients varie en fonction de la gravité de la maladie, allant d'un jour pour les cas présentant des symptômes avant la naissance à plus de 70 ans pour les formes les moins sévères. La concentration en acide sialique libre dans le corps est corrélée à la sévérité de la maladie.

## Associations
- (fr) Maladie de Salla Association Vaincre les Maladies Lysosomales